# Cyathea dudleyi
Cyathea dudleyi là một loài thực vật có mạch trong họ Cyatheaceae. Loài này được R.M. Tryon mô tả khoa học đầu tiên năm 1976.